# Harriet Adams
Pour les articles homonymes, voir Adams.
Œuvres principales
- Alice
- Les Frères Hardy
- The Bobbsey Twins

Harriet Stratemeyer Adams, née le 11 décembre 1892 à Newark, New Jersey, et morte le 27 mars 1982, est une écrivaine et une éditrice américaine, auteure d'ouvrages pour la jeunesse publiés notamment sous les noms de plume collectifs Caroline Quine (Carolyn Keene en VO, utilisé pour les séries Alice et Une enquête des sœurs Parker), Franklin W. Dixon (utilisé pour la série Les Frères Hardy) et Laura Lee Hope (principalement utilisé pour la série The Bobbsey Twins). 
Elle est surtout connue pour avoir été le deuxième des vingt-huit auteurs qui se sont relayés jusqu'à nos jours pour écrire les aventures de la célèbre jeune détective américaine Alice (Nancy Drew en VO).

## Biographie
Harriet Stratemeyer est la fille d'Edward Stratemeyer, patron de la Stratemeyer Syndicate, société écrivant des livres à la demande. Après ses études au Wellesley College, elle se lance dans l'écriture de romans pour jeunes adolescentes pour le compte de son père. En 1915, elle épouse Russell Vroom Adams, dont elle a quatre enfants. Quand meurt son père en 1930, elle devient le membre le plus actif et le plus prolifique de la compagnie, fondé à l'origine par son père en 1910, dont elle prend le contrôle avec sa sœur Edna. Elle dirigera le Stratemeyer Syndicate pendant 52 ans et réussira à le maintenir à flot durant la crise de la Grande Dépression.
Harriet Adams est connue pour avoir revu et corrigé, au cours des années 1950 et 1960, les deux séries les plus populaires créées par le Stratemeyer Syndicate : Alice et Les Frères Hardy, en supprimant stéréotypes et langage et idées démodés. 
Pour écrire ses livres, Harriet Stratemeyer Adams s'est très largement inspirée de ses expériences personnelles. Elle a beaucoup voyagé et effectué de nombreuses recherches à l'étranger. Son personnage d' Alice (Nancy Drew en VO), est très connu aux États-Unis et dans de nombreux pays d'Europe (France, Norvège, Suède, Allemagne, Italie, Finlande), et a inspiré plusieurs films de long métrage. Harriet Adams est également la créatrice de la série Une enquête des sœurs Parker dont elle écrira plusieurs volumes.
Parallèlement à sa carrière d'auteur, elle s'occupe de la Croix-Rouge, de clubs de jeunes, de clubs féminins et collectionnait les poupées.

## La sérieAlice
C'est en 1929 qu'Edward Stratemayer, le père de Harriet Adams, crée le personnage d'Alice. Il invente le nom de plume Caroline Quine et confie l'écriture des romans de la série à des rédacteurs embauchés par lui. Un contrat liait les rédacteurs, qui exigeait de garder secrète leur identité au grand public. Mais en 1980, à l'occasion d'un procès et grâce à la pression de nombreux fans qui cherchaient à percer « le mystère Carolyn Keene », le Stratemeyer Syndicate dévoile le véritable nom des rédacteurs : Mildred Wirt Benson a été le premier auteur de 1929 à 1947. Alors âgée de vingt-quatre ans, elle a écrit vingt-trois des trente premiers romans de la série à succès. Lorsque Mildred démissionne en 1947, c'est Harriet Adams elle-même qui prend la relève et rédigera les volumes suivants de la série. En 1959, contre l'avis de Mildred Wirt Benson, elle entreprend de réécrire tous les volumes de la série pour la moderniser. Depuis la mort de Harriet Adam en 1981, d'autres « ghostwriters » (écrivains fantômes) ont pris part à l'écriture de la série Alice, parmi lesquels : James Duncan Lawrence, Nancy Axelrod, Priscilla Doll, Charles Strong, Alma Sasse, Wilhelmina Rankin, George Waller Jr., Margaret Scherf, et Susan Wittig Albert.

## Sources
Livres
- (en) Girl Sleuth: Nancy Drew and the Women Who Created Her, de Melanie Rehak, Éditions Harvest Books, 384 pages, 2006,  (ISBN 015603056X), ASIN: B001O9CFEK
- (en) Rediscovering Nancy Drew, édition de C.S. Dyer and N. Tillman Romalov.

Sites Internet
- Women's History : Caroline Keene and Nancy Drew
- Nancy Drew